# Sapucaia (Pará)
Sapucaia – miasto i gmina w Brazylii, w stanie Pará. Znajduje się w mezoregionie Sudeste Paraense i mikroregionie Redenção.